# Paníkosz Kailísz
Paníkosz Kailísz (görögül: Πανίκος Καϊλής, a nemzetközi sajtóban Panicos Kailis; 1965. június 12. –) ciprusi nemzetközi labdarúgó-játékvezető.

## Pályafutása

### Nemzeti játékvezetés
1998-ban lett az I. Liga játékvezetője. Az aktív nemzeti játékvezetéstől 2010-ben vonult vissza.

#### Nemzeti kupamérkőzések
Vezetett Kupa-döntők száma: 1.

##### Szuperkupa
| Időpont            | Helyszín             | Mérkőzés típusa | Mérkőzés                               | Eredmény | Nézők száma |
| ------------------ | -------------------- | --------------- | -------------------------------------- | -------- | ----------- |
| 2010. augusztus 8. | GSP Stadion, Nicosia | döntő           | ASZ Omónia Lefkoszíasz–Apóllon Lemeszú | 1 – 1    | 7681        |

### Nemzetközi játékvezetés
A Ciprusi labdarúgó-szövetség Játékvezető Bizottsága (JB) terjesztette fel nemzetközi játékvezetőnek, a Nemzetközi Labdarúgó-szövetség (FIFA) 2000-től tartotta nyilván bírói keretében. Több nemzetek közötti válogatott és klubmérkőzést vezetett. FIFA JB besorolás szerint 4. kategóriás bíró. A ciprusi nemzetközi játékvezetők rangsorában, a világbajnokság-Európa-bajnokság sorrendjében többedmagával a 7. helyet foglalja el 1 találkozó szolgálatával. Az aktív nemzetközi játékvezetéstől 2009-ben búcsúzott.
Válogatott mérkőzéseinek száma: 14.

#### Európa-bajnokság
Az európai labdarúgó torna döntőjéhez vezető úton Ausztriába és Svájcba a XIII., a 2008-as labdarúgó-Európa-bajnokságra az UEFA JB játékvezetőként foglalkoztatta.

##### Selejtező mérkőzés
| Időpont          | Helyszín              | Mérkőzés típusa           | Mérkőzés            | Eredmény | Nézők száma |
| ---------------- | --------------------- | ------------------------- | ------------------- | -------- | ----------- |
| 2006. október 7. | Petrol Stadion, Celje | előselejtező (7. csoport) | Szlovénia–Luxemburg | 2 – 0    | 3500        |

## Magyar vonatkozás
| Időpont           | Helyszín                                    | Mérkőzés típusa              | Mérkőzés                | Eredmény | Nézők száma |
| ----------------- | ------------------------------------------- | ---------------------------- | ----------------------- | -------- | ----------- |
| 2002. február 12. | Gymnastikos Syllogos Zenon Stadion, Lárnaka | felkészülési (759. mérkőzés) | Csehország–Magyarország | 2 – 0    | 200         |
| 2004. február 19. | Tsirion Athletic Stadion, Limassol          | felkészülési (780. mérkőzés) | Magyarország–Lettország | 2 – 1    | 162         |
| 2007. február 7.  | Tsirion Athletic Stadion, Limassol          | előselejtező (816. mérkőzés) | Magyarország–Lettország | 2 – 0    | 120         |